# تل پیر (فارس)
تل پیر یک منطقهٔ مسکونی در ایران است که در دهستان رستم یک واقع شده‌است. (تل پیر) و تقریبا ۲۰۰ نفر جمعیت دارد.
و در ۱کیلومتری روستای بابامیدان قرار دارد 
مردمان این روستا بیشتر به کشاورزی و دامداری میپردازند. و بخاطر تپه ی که در روستا قراردارد بنام تُل پیر نامیده شد
و روستا های همجوار آن باباگورین و گوراب میباشد. و امامزاده‌ای بنام(باپیر) شاهزاده خزران در جوار این روستا قراردارد. این روستا در دامنه رشته‌کوه‌ زاگرس واقع شده است. طول و عرض جغرافیایی تل پیر در موقعیت ۵۱.۲۹ طول شرقی و ۳۰.۱۶ عرض شمالی می‌باشد. ارتفاع این منطقه از سطح دریا، حدود ۸۸۵ متر بوده و دارای آب و هوای نیمه‌خشک با تابستان گرم و خشک و زمستان معتدل و مرطوب می‌باشد. عمده محصولات آن گندم و شلتوک می‌باشد.